# 마리오 (미국의 가수)
마리오(Mario, 1986년 8월 27일 ~ )는 미국의 가수, 배우이다.

## 음반 목록

### 정규 앨범
- Mario (2002)
- Turning Point (2004)
- Go (2007)
- D.N.A. (2009)
- Dancing Shadows (2018)

## 영상 목록

### 영화
- 프리덤 라이터스 (2007)